# Krynica Morska (stacja kolejowa)
Krynica Morska – zlikwidowana wąskotorowa stacja kolejowa znajdująca się w Krynicy Morskiej, w powiecie nowodworskim, w województwie pomorskim. Położona była na linii kolejowej ze Stegny Gdańskiej do Piasków. Odcinek tej linii ze Sztutowa do Piasków otwarto w 1944 roku, jednak po 1945 roku został on rozebrany.